# Миляс

Миляс на карте провинции Мугла

Миляс (тур. Milas, в древности Милясы — Μύλασα или Μύλασσα) — город и район на юго-западе Турции. Находится на побережье Эгейского моря в 10 км от аэропорта Бодрум. Входит в состав провинции (ила) Мугла и подчиняется административному центру Мугла. Древняя столица Карии и Ментеше. На территории района Миляс находится 27 разных площадок археологических раскопок — рекордное число, как минимум, среди районов Турции.

## Этимология
Название Mylasa (Миляса), со старым анатолийским окончанием на -asa служит достаточным доказательством древности происхождения города. На основании слога -mil, который также обнаруживается в самоназвании ликийцев: Trmili (Трмили), одна теория, которой придерживаются некоторые исследователи, но которая остаётся недоказанной, связывает название «Миляса» с продвижением ликийцев из Милета, который тоже, как утверждает Эфор Кимский, был основан ликийцами под названием Миллаванда (Millawanda), на юг, к месту, где они обосновались. Но более ничего не говорит о ликийском происхождении названия Миляса. Стефан Византийский в своём труде «Этника» (Ethnica или «Описание народов») говорит, что город получил своё название по некоему Милясу (Mylasus), сыну Хрисаора (Chrysaor) и потомку Сизифа и Эола, — объяснение, которое некоторые источники считают необоснованным в отношении города в Карии.

## История

### Античный период
Город расположен на плодородной равнине у подножия горы с крупными карьерами, где добывали белый мрамор, который шёл на строительство и украшение храмов города и других зданий со времён античности.
Милясы были захвачены Лабиеном в ходе гражданской войны. В греко-римский период город процветал, распространив своё влияние на три соседних города: Олимос, Лабранды и Евром. Город и его окрестности были богато украшены портиками и храмами, среди них — три храма Зевса: Зевса Осого, Зевса Лабрандинского и Зевса Карийского (Страбон, XIV, ii, 23). Милясы часто упоминаются античными авторами. Во времена Страбона в городе жили два выдающихся оратора, Евфидем и Гибрей. Из различных надписей известно, что фригийские культы были представлены здесь поклонением Сабазию (= Вакх), египетский — поклонением Изиде и Озирису. Также имелся храм Немезиды.
Одна из надписей из Миляс (впервые опубликована в журнале Bulletin de correspondance hellénique, 1890, стр. 621—623) содержала одно из немногих точных сведений о жизни Корнелия Тацита, указав, что он был проконсулом Азии в период между 112 и 113 гг.

### Христианский период
Среди древних епископов Милясы был Святой Ефрем (V век), который празднуется 23 января и реликвии которого почитались в соседнем городе Леуке (Leuke). Кирилл (Cyril) и его преемник Павел упоминаются Никифором Каллистом (Hist. eccl., XIV, 52), а также в житии Святой Ксении Миласской. Лекьен упоминает имена ещё троих епископов (Oriens christianus, I, 921), при этом в обнаруженных с тех пор надписях упоминаются два других епископа, один анонимный (C.I.G., 9271), а другой по имени Василий (Basil), который построил церковь в честь Св. Стефана  (Bulletin de correspondance hellenique, XIV, 616). Упомянутая выше Св. Ксения была знатной девственницей из Рима, которая, чтобы избежать брака, навязываемого её родителями, переоделась в мужскую одежду, уехала из страны, сменила имя Евсебия на имя Ксения (чужестранка), и жила вначале на острове Кос, а затем в Милясе.
Миляса остаётся титулярной епископской епархией Римской католической церкви, Милясской (Mylasensis); епархия остаётся вакантной после смерти последнего епископа в 1966 году.

### Турецкий период

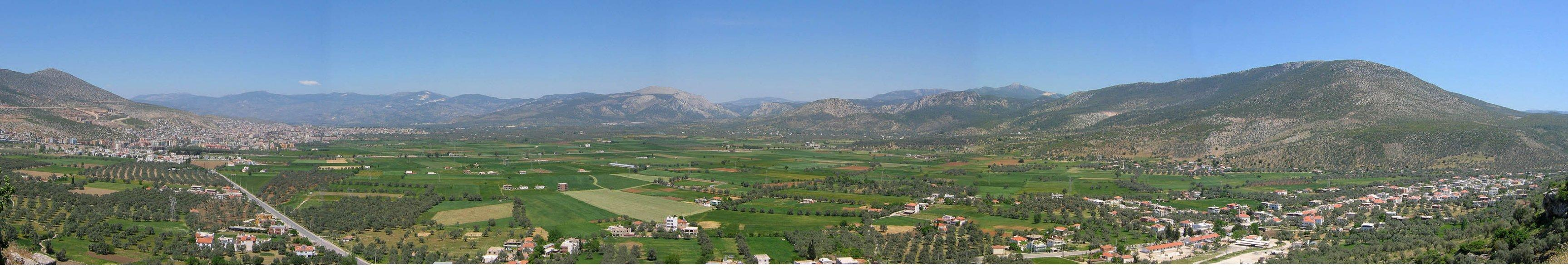
Вид на равнину Миляса

В середине XIII века Миляс с окрестностями был захвачен тюрками во главе с Ментеше-беем, который дал своё имя княжеству, столицей которого стал город, а административным центром был замок Бечин (Beçin), расположенный в современном одноимённом пригородном посёлке на расстоянии 5 км от Миляса, который было легче оборонять.
Миляс вместе со всем «бейликом» (княжеством) Ментеше перешёл к Османской империи в 1390 году. Однако, всего через 12 лет Тамерлан со своей армией нанёс туркам-османам поражение в битве под Анкарой и вернул контроль над регионом бывшим правителям, Беям Ментеше, равно как и другим анатолийским турецким бейликам. Вернул Миляс во власть османов султан Мехмед II Завоеватель в 1451 году.
В начале XX века, согласно цифрам за 1912 год, население города Миляса насчитывало 9 тысяч человек, из которых ок. 2900 были греками, около тысячи — евреями, а остальные — турками. Живущие в Милясе греки были обменены на турок, живущих в Греции по соглашению 1923 года об обмене греческим и турецким населением между двумя странами, тогда как заметная еврейская община сохранялась вплоть до 1950-х годов, когда евреи эмигрировали в Израиль, хотя и по сей день часто навещают Миляс.

## Достопримечательности

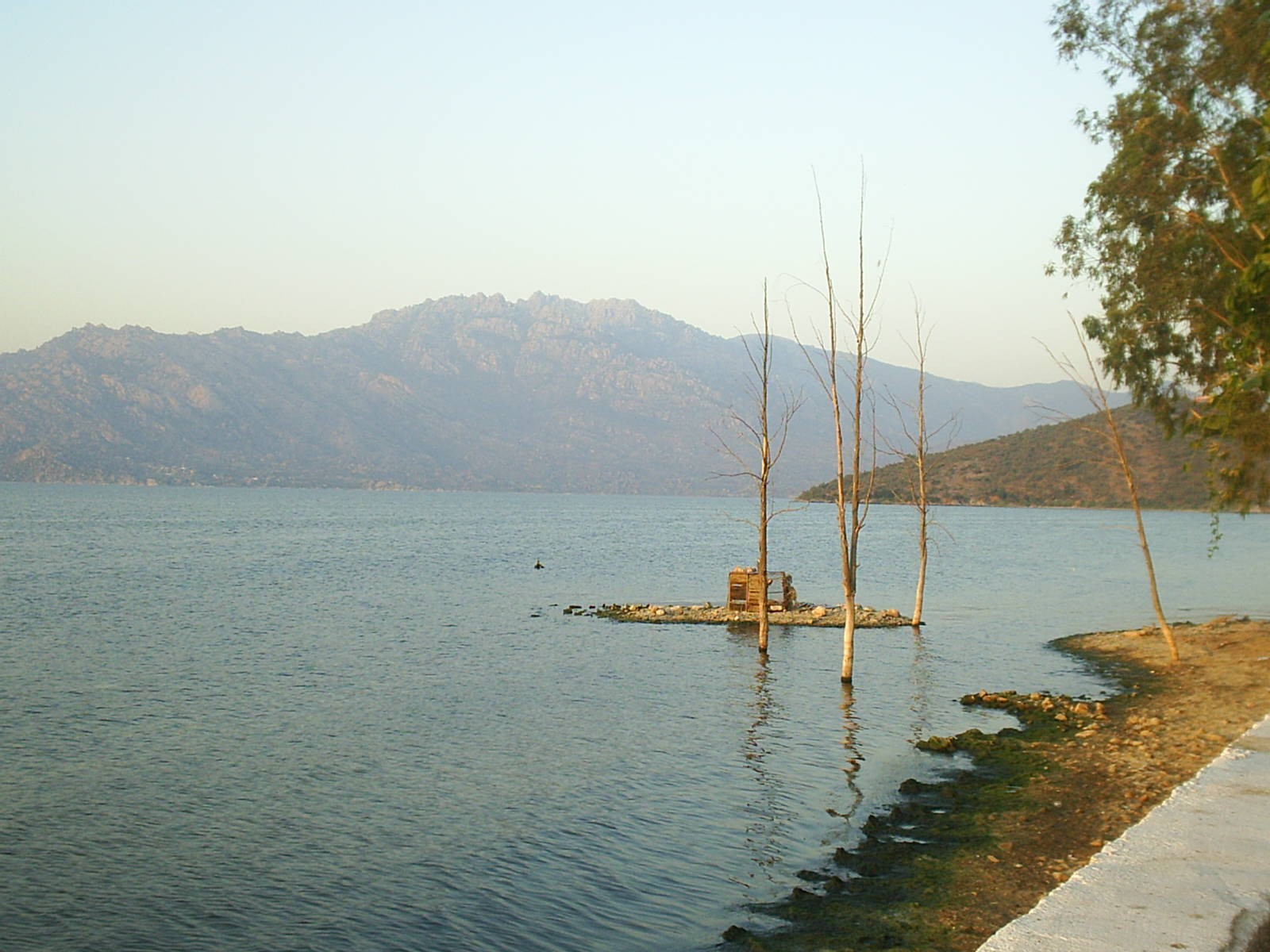
Берега озера Бафа, лежащего у западного склона гор Бешпармак, древней горы Латмус

Стены, окружающие «теменос» одного из храмов, посвящённых одному из Зевсов (возможно Зевсу Осого, и построенного в первом веке до н. э.), сохранились до наших дней, также как и ряд колонн.
Английский путешественник XVIII века Ричард Покок упоминает в своих «Путешествиях» (Travels) о том, что он видел тут храм Августа, камни которого с тех пор были частично использованы турками для строительства мечети.
Одним из двух древних символов города является «Балталикапи» (Baltalıkapı, «Ворота с топором»), хорошо сохранившиеся ворота времён Римской империи, прозванные так благодаря одноимённому двустороннему боевому топору (лабрис), высеченному в замковом камне.
Также здесь расположена двухэтажный монументальный римский склеп, датируемый вторым веком нашей эры, который сегодня называется «Гюмюшкесен» (Gümüşkesen) и который дал своё имя целому кварталу Миляса, а в некоторых старых источниках называется «Дыстега» (Dystega). Этот памятник с большой вероятностью является упрощённой копией известной гробницы Мавсола в Галикарнасе.
В Милясе можно видеть ряд исторических турецких зданий, относящихся как к периоду Ментеше, так и ко временам Османской империи. Заслуживает упоминания и ряд старых домов, построенных в XIX веке или в начале XX века и сохранившихся в первозданном виде. Среди трёх наиболее значимых мечетей Миляса — Большая мечеть 1378 года и мечеть Орхан Бей 1330 года, которые были возведены, когда Миляс был административным центром турецкого княжества Ментеше. Несколько более импозантная мечеть Фируз Бей была сооружена вскоре после первого включения Миляса в состав Османской империи и носит имя первого османского правителя города.
Ковры и коврики Миляса, изготовленные из шерсти, пользуются международной славой в течение столетий и имеют характерные черты. В наши дни их уже изготовляют не в самом Милясе, а в десятке деревень в окрестностях города. На всей территории района Миляс работает до семи тысяч ковроткацких станков, либо постоянно, либо с перерывами в соответствии со спросом, который остаётся на довольно высоком уровне как в Турции, так и за границей.
Замок Бечин, столица ментешских беев, расположен в городе-спутнике Бечине, в 5 километрах от города Миляса. Крепость была восстановлена в 1974 году, на её территории находятся две мечети, два медресе, хамам, руины византийской часовни, а также следы более ранних исторических периодов.
В 14 километрах от центра Миляса находится расположенный на крутом склоне холма в окружении соснового бора карийский культовый центр Лабранда, имя которого опять же напоминает о лабрисе. Руины, в том числе и храм, пиршественные залы и могилы, были раскопаны группой шведских археологов в начале XX века, и вместе с живописными видами долины привлекают внимание довольно немногих посетителей, готовых преодолеть подъём в горы.

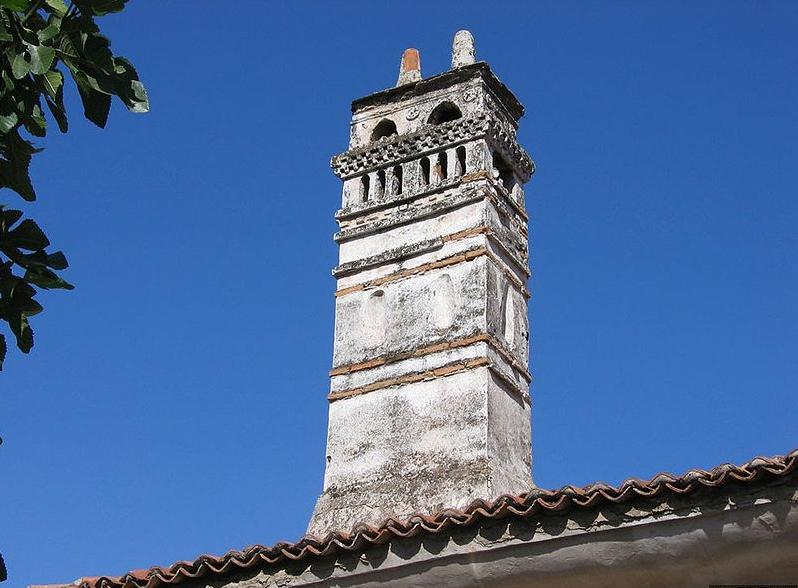
Типичные дымоходы в местном стиле
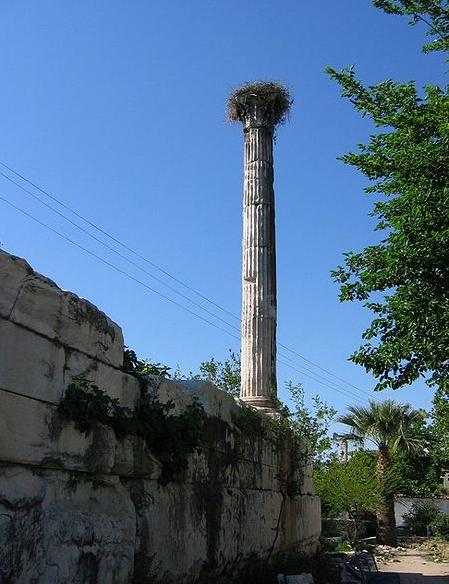
Гнездо аиста наверху древней колонны
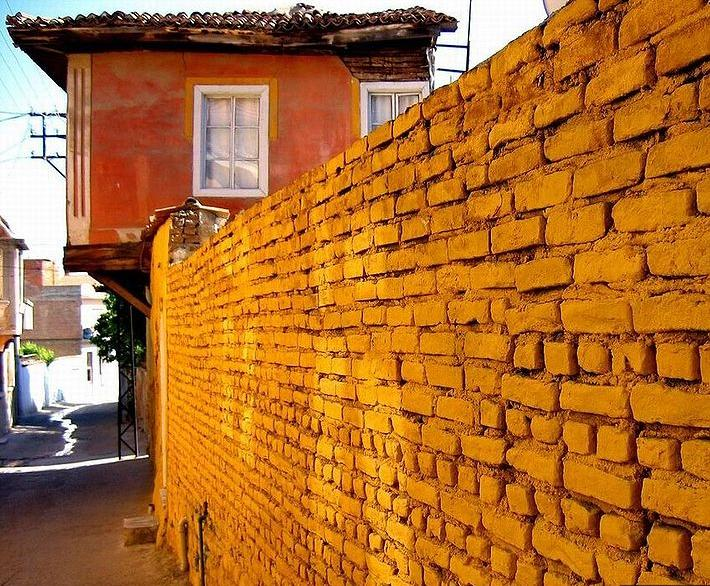
На задворках Миляса

## Известные люди из Миляса
- Гераклид Миласский — древнегреческий полководец и флотоводец VI—V веков до н. э.
- Мавсол, сатрап державы Ахеменидов, фактический правитель Карии в период 377—352 до н. э., жена которого построила знаменитый галикарнасский мавзолей.
- Ксения Миласская — христианская святая (ум. во второй половине V века).
- Равви Альбер Жан Амато[англ.], лидер общины американских евреев-сефардов и общественный активист.
- Турхан Сельджук[англ.], турецкий карикатурист, создатель вымышленного персонажа Абдулканбаза[англ.] и одноимённой серии комиксов.